# Вежа Науру
Вежа Науру (англ. Nauru House) — хмарочос в Мельбурні, Австралія. Висота 52-поверхового будинку становить 190 м. 
В 1971 році уряд Науру придбав ділянку землі як міжнародні інвестиції за AU$ 5,3 млн. Проект нового хмарочосу було розроблено архітектурним бюро Perrott Lyon Timlock & Kesa. Будівництво було розпочато в 1972 і завершено в 1977 році. У 2004 році після виникнення проблем з виплати міжнародних позик уряд Науру був змушений продати будинок Квінслендській інвестиційній корпорації.
З 1994 по 1996 роках колишній бетоний фасад будинку було замінено на алюмінієвий після того як він почав обвалюватися.